# Carlo Puoti

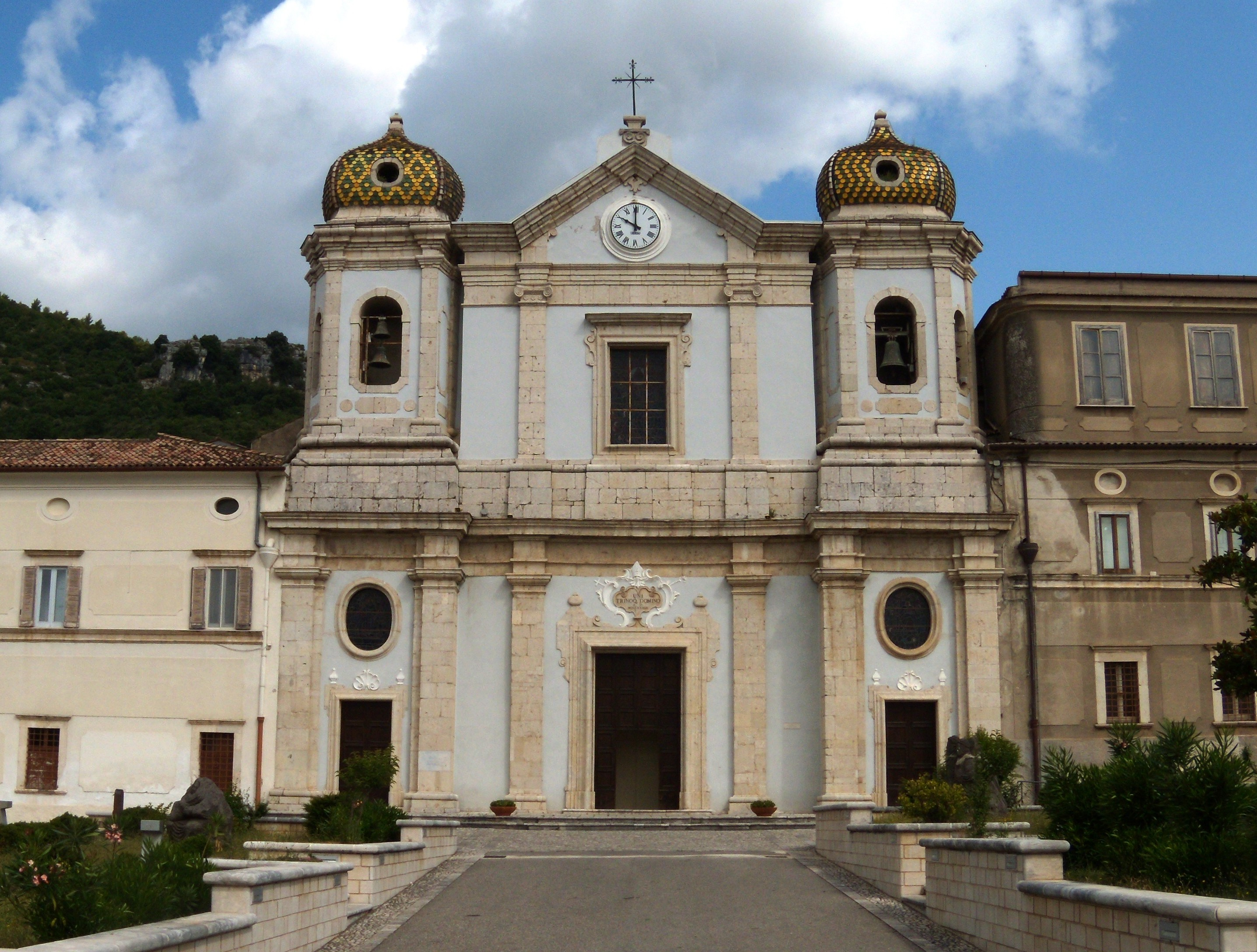
Il vescovo Carlo Puoti dispose la ricostruzione della torre campanaria occidentale della cattedrale di Cerreto Sannita, collassata a causa del terremoto del 26 luglio 1805.

Carlo Puoti (Napoli, 12 giugno 1763 – Cerreto Sannita, 14 marzo 1848) è stato un arcivescovo cattolico italiano.

## Biografia
Nacque in Napoli da una illustre famiglia Patricia Romanorum (Padri degli Imperatori,fonte:Dei Regni d'Italia Epitome di Thesauro.Storia di Adelchi o Adalgiso a Costantinopoli)dell'alta aristocrazia napoletana, titolare del titolo e feudo di Duchi di Castelpuoti (o Castelpoto).Vedi Elenco vescovi di Telese dello storico.  Rossi. Suo padre era magistrato nella Gran Corte della Vicaria. Un fratello del padre, Antonio Puoti, era arcivescovo di Amalfi e curò la "educazione ecclesiastica e letteraria" del nipote. Carlo era inoltre parente stretto di Basilio Puoti, noto esponente del purismo della lingua italiana.
L'incontro avuto in giovane età ad Arienzo con sant'Alfonso Maria de Liguori favorì la sua vocazione e l'ingresso nella Congregazione del Santissimo Redentore. All'età di 23 anni ricevé l'ordinazione sacerdotale. Dopo trentuno anni di modesta vita sacerdotale fu ordinato arcivescovo di Rossano in Calabria dove rimase dal 1818 al 1826. Durante il suo mandato governò l'arcidiocesi calabrese con "sapienza, prudenza, carità e perizia". Chiese ed ottenne da papa Pio VII regole meno rigide per l'adesione al capitolo della cattedrale.
Il 3 giugno 1826 fu destinato alle sedi vescovili di Cerreto e Alife. Prese pieno possesso delle diocesi solo nel mese di marzo dell'anno successivo, a causa delle forti piogge invernali che avevano reso impraticabili le strade.
Durante il suo episcopato il seminario diocesano di Cerreto Sannita raggiunse gli 80 alunni e fu interessato da diversi lavori (ampliamento e restauro della cappella, rifacimento di alcuni soffitti e pavimenti, abbellimento del cortile con la costruzione di una graziosa loggetta).
Fece ricostruire in modo del tutto conforme all'altra, la torre campanaria occidentale della cattedrale di Cerreto Sannita che era collassata a causa del terremoto del 26 luglio 1805. In segno di riconoscenza per questa decisione, dopo la sua morte il capitolo della cattedrale cerretese decise di celebrare in perpetuo una messa in suo suffragio.
Fu poco amato nella diocesi telesina "perché vi risiedeva solo per qualche mese all'anno, in genere nel periodo pasquale" e perché, stando al racconto di Nicola Rotondi, storico coevo, "pospose nei documenti alla Chiesa Alifana l'antichissima nostra", privilegiando la più giovane e più piccola diocesi di Alife rispetto alla più antica e più grande diocesi di Telese. Questa predilezione per la diocesi alifana si percepiva anche dalle relazioni ad limina che descrivevano in maniera approfondita i comuni alifani e, sommariamente, quelli dell'area Telesina e Titernina. Anche per quanto riguarda le visite pastorali dall'esame dei documenti custoditi nell'archivio diocesano si sa solo che visitò i comuni nei dintorni di Cerreto nel 1833 ma non si sa per quale tempo né quali furono le sue osservazioni.
Tuttavia lo stesso Nicola Rotondi afferma che il Puoti «davasi a vedere amorevole a tutti, gentile a chi il visitava, mansueto in prima, appresso corrucciato di botto, se, nel correggere, nell'ammonire, nel confortare al bene, nel ritrarre dal male trovava ritrosia o durezza. Avendo ai poveri, ed ai bisognosi un affetto del tutto singolare era talora stanco, non sazio di soccorrer quelli, sovvenir questi, ed in tutti i modi e secondo la condizion loro. Molto più larga aveva però la mano quando infieriva nel popolo qualche malore, che rendeva più stretti i bisogni, più grosse le necessità». Particolari meriti ebbe nell'assistenza delle persone colpite dall'alluvione di Piedimonte Matese del 1841 e dall'epidemia di colera del 1837.
Morì di apoplessia il 14 marzo 1848.
Alcuni parametri sacri appartenuti al vescovo Carlo Puoti sono esposti nel museo civico di arte sacra di Cerreto Sannita.

## Genealogia episcopale
La genealogia episcopale è:
- Cardinale Scipione Rebiba
- Cardinale Giulio Antonio Santori
- Cardinale Girolamo Bernerio, O.P.
- Arcivescovo Galeazzo Sanvitale
- Cardinale Ludovico Ludovisi
- Cardinale Luigi Caetani
- Cardinale Ulderico Carpegna
- Cardinale Paluzzo Paluzzi Altieri degli Albertoni
- Papa Benedetto XIII
- Papa Benedetto XIV
- Papa Clemente XIII
- Cardinale Enrico Benedetto Stuart
- Cardinale Michele Di Pietro
- Arcivescovo Carlo Puoti